# 葡萄酒分级

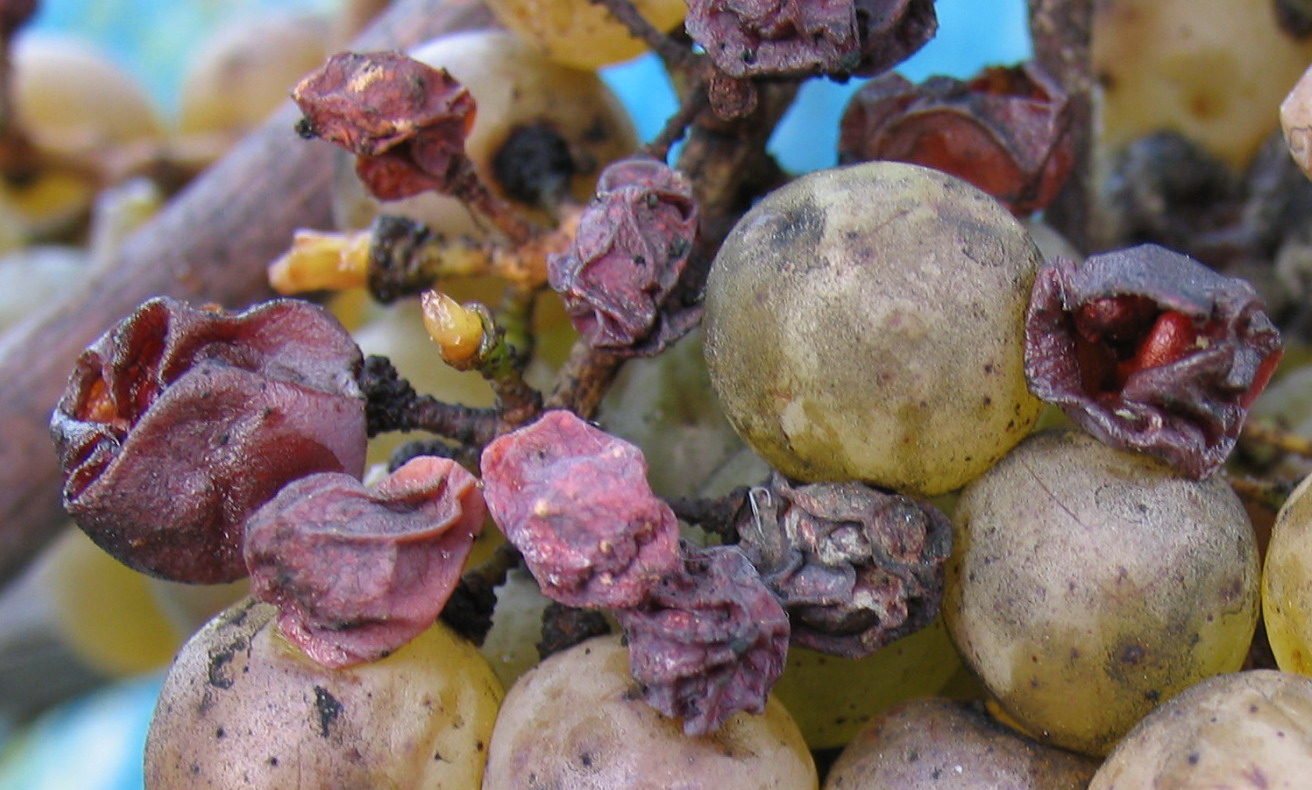
贵腐精选葡萄酒所用葡萄

葡萄酒會被多種因素而分為不同的等級，包括原產地、產區、釀造方法和風格、醇香和甜度以及所用葡萄。實際分級標準由各国自行在不同時間下訂定，因此各国不同等级及釀造時間下的酒之間较難以直接做比较。欧盟葡萄酒法律要求每瓶葡萄酒都要标明其等级。

## 各国葡萄酒等级比较
| 德国                                                           | 意大利                                                  | 法国 | 西班牙                                  | 葡萄牙                                                       |
| -------------------------------------------------------------- | ------------------------------------------------------- | --- | --------------------------------------- | ------------------------------------------------------------ |
| 日常餐酒 Taffelwein                                            | Vino da tavola                                          | 日常餐酒 Vin de table                                                                                                   | Vino de mesa oder Vino corriente        | Vinho do mesa                                                |
| 地区餐酒 Landwein                                              | IGT （Indicazione Geografica Tipica）                   | 地区餐酒 Vin de Pays | Vino de la tierra                       | Vinho regional                                               |
| 特定地区优质酒 Qualitätswein bestimmter Anbaugebiete （QbA）   | DOC （Denominazione di Origine Controllata）            | 大产区优良地区餐酒 VDQS （Vin Délimité de Qualité Supérieure） 和 法定产区葡萄酒AOC （Appellation d'Origine Contrôlée） | Denominación de Origen                  | VQPRD (Vinhos de Qualidade Produzidos em Região Determinada) |
| 谓称优质酒 Prädikatswein 2007年以前 Qualitätswein mit Prädikat | DOCG (Denominazione di Origine Controllata e Garantita) | 次产区与村庄优良地区餐酒 AOC （Appellation d'Origine Contrôlée）                                                        | DOC (Denominación de Origen Controlada) | DOC (Denominação de Origem Controlada)                       |

## 義大利葡萄酒分類
以國家政權保護葡萄酒的品牌及管控歷史上的「正宗」味道在亞平寧半島和整個地中海世界有著悠久的傳統。可以認爲原產地名稱保護的更加「傳統」、「經典」但不等同於品質好和價格昂貴。原產地保護的酒可以非常便宜。一些新興葡萄酒并非經典品種，但一樣有著不俗的口感和高昂的價格。Vini da Tavola餐酒, Vini I.G.T.地區典型口味, Vini D.O.C.原產地控制 e Vini D.O.C.G.原產地嚴控。但也不能簡單認爲嚴控即更好。一些新興葡萄酒并非經典品種，但一樣有著不俗的口感和高昂的價格。

## 法国葡萄酒等级
1935年法国通过了大量关于葡萄酒质量控制的法律。这些法律建立了一个原产地控制命名系统，并由一专门的监督委员会（原产地命名国家学会）来管理。此后，法国便拥有了一个世界上最早的葡萄酒命名系统，以及最严格的关于葡萄酒制作和生产的法律。現行的法国法律将全國葡萄酒分成三个级别，其中包括：
| 檔次 | 等級                                                   | 可勾兑的葡萄汁     |
| ---- | ------------------------------------------------------ | ------------------ |
| 低   | 日常餐酒（Vin De France，VDF）                         | 法国国内的葡萄汁   |
| 中   | 地区餐酒 （Indication Geographique Protégée，IGP）     | 标明产区内的葡萄汁 |
| 高   | 法定产区葡萄酒 （Appellation d'Origine Protégée，AOP） | 原產地內的葡萄汁   |

## 德国葡萄酒等级
德国葡萄酒酿造法规定的葡萄酒等级如下。
- 日常餐酒（Tafelwein）：相比于其他葡萄种植国，德国的日常餐酒产量比较少。当该产区的葡萄产量已经超过了规定生产优质酒所需时，会用来生产日常餐酒。由于生产日常餐酒的质量与技术指标上的要求较少，每公顷产出日常餐酒的量会大于每公顷产出优质酒的量。日常餐酒的天然酒精含量在多数种植区为最低5％（体积含量），而在巴登-符腾堡州是6％（体积含量）。发酵后酒精总含量最低为8.5%（体积含量），但不可超过12％（体积含量）。总酸含量最低4.5克/升。

- 地区餐酒（Landwein）：带有产地特色的较高一级的日常餐酒，在地区餐酒的酒标上，必须标明葡萄的产地。地区餐酒一般为干型或半干型，最低天然酒精含量比日常餐酒要高0.5个百分点。

- 特定产区优质酒（Qualitätswein bestimmter Anbaugebiete，缩写Q.b.A）必须具有特定的葡萄酒产区特征，必须100%使用产自各指定酒区的特定葡萄品种酿造。特定产区优质酒和谓称优质酒一样，必须通过一个严格的官方质量检验，通过检验的酒标签上印有官方特定的检验编号（AP-Nr.）。对于每一款特定产区优质酒的具体要求，都因为葡萄品种、种植区和天然酒精含量的不同而不同。发酵之前加入的糖分也是以法律形式规定的。注意，此等级酒所标经典（Classic）和特选（Selection） 不是谓称，而只是说明酒具有平衡的较干（不甜）的味道特征。

- 谓称优质酒（Prädikatwein），2007年前Qualitätswein mit Prädikat（Q.m.P），是具有最高要求的酒，必须显得成熟、平衡和丰满。此类酒不能加入额外的糖分，根据不同的发酵重量、葡萄品种和种植地，共分为6个等级。在南方的种植区通常标准较高。按照最低未发酵葡萄汁含量、产区和葡萄品种有如下谓称等级（Prädikat）。
  - 珍藏（Kabinett）天然糖份含量（Öchsle）最低67°，以成熟的葡萄酿造的精细、清淡、酒精含量低的葡萄酒。
  - 晚收（Spätlese）天然糖份含量（Öchsle）最低88°，以成熟、丰满的葡萄酿造，收获时间较之珍藏晚一些，口味较浓厚，可以配上味道更加浓郁的菜色。珍藏和晚收既可以是干型的，也可以是半甜的，由酿酒师控制其风格，这两种等级和特定产区优质酒等级的葡萄酒，是全德国产量消费量最大的一部分。价格也相当实惠。
  - 精选（Auslese）天然糖份含量（Öchsle）最低104°，以成熟葡萄酿造的精美葡萄酒，在采摘时未成熟的葡萄将被筛选掉，达到这一级有一些葡萄可能有轻微的贵腐感染，表面带有些贵腐霉菌。这个等级是日常消费的德国葡萄酒里面的最高等级。大多数精选等级的葡萄酒是甜的，但是也有极少数干型的。好的精选等级的葡萄酒可以存放15至20年。
  - 逐粒精选（Beerenauslese）天然糖份含量（Öchsle）最低120°，是以过度成熟的葡萄酿造的饱满馥郁的葡萄酒。酒的质量受其感染贵腐霉菌的程度影响。在收获时，需要逐颗选择出那些经过贵腐作用的葡萄，所以得名。此类酒并不是每年都有产出。可以长期保存。这一等级的酒在口味上都属于甜点酒的类型。
  - 贵腐精选（Trockenbeerenauslese）天然糖份含量（Öchsle）最低154°，这种经过人工手选的，以像葡萄干一样收缩的、受到贵腐霉感染的葡萄酿造的酒是德国葡萄酒最高质量的象征。所用葡萄大概要失去95％的水分，酿成的酒也最甜，可以陈酿几十年。贵腐精选等级的葡萄酒有时质地浓稠如同蜂蜜，由于产量很少所以价格通常很高。
  - 冰酒（Eiswein）所用葡萄的最低发酵含量与逐粒精选一致，但是使用没有感染过贵腐霉菌的“健康”葡萄酿造。葡萄必须在-7°C的冰冻状态下摘收，为了将果汁浓缩的部分全部榨出，还要经过最少6个小时自然冰冻，然后进行压榨发酵酿成的酒。这种酒只有在特定气候条件下才能酿造。

谓称优质酒按照德国法律，只能使用一种葡萄酿造，混酿的酒，即使所使用的葡萄都达到了谓称葡萄酒级别，也只能标为地区餐酒。最后三个等级由于对于气候条件要求特别，只有在特殊年份才会生产，再加上产量低，价格很高。德国一些酒厂的雷司令贵腐精选级甜白酒是全世界最贵的甜白酒。
除德国自制酒之外，其他德国市场上的进口酒都按原产地分级标准进行分级。